# Dušan Melichárek
Dušan Melichárek est un footballeur tchèque né le 29 novembre 1983 à Prague en Tchécoslovaquie (aujourd'hui Tchéquie). Il évolue au poste de gardien de but.

## Biographie

### Malmö FF
Le 25 février 2008, Melichárek est prêté à Malmö FF jusqu'à la mi-saison avec une option d'achat pour le club scanien. Deuxième gardien, il n'a que peu l'occasion de se mettre en valeur. Il doit attendre le 10 août pour apparaître pour la première fois sur le terrain (défaite 4-0 à l'extérieur face à l'IF Elfsborg à la suite d'une très mauvaise série de son nouveau club (5 défaites pour seulement 2 victoires et 1 nul sur les 8 matchs précédents). Titulaire sur les sept journées suivantes, son bilan ne sera pas beaucoup plus flatteur : 2 victoires, 2 nuls et 4 défaites (dont une face au rival Helsingborgs IF) pour 15 buts encaissés, soit près d'un tiers des buts encaissés par Malmö FF cette saison-là, et aucun match sans but encaissé…
La saison suivante, il voit arriver un autre concurrent à son poste, Johan Dahlin. Pour autant il arrive à conserver son statut de numéro 2 devant Jonas Sandqvist. Il dispute également cinq rencontres de championnat et garde ses cages vierges pour la première fois lors de la réception d'Helsingborgs IF, le 31 août 2009. 
En 2010, il ne participe à aucune rencontre et suit donc depuis le banc de touche le sacre de son club. En revanche, en 2011, il profite de la longue indisponibilité de Johan Dahlin pour reprendre la place de numéro 1 et prouver qu'il a suffisamment de talent pour occuper cette place. Depuis, il est régulièrement considéré comme l'un des points forts de son club.
En fin de contrat en novembre 2011, le joueur qui a perdu sa place au profit de Johan Dahlin, se voit demandé par ses dirigeants de disputer gratuitement la dernière rencontre de Ligue Europa face à l'Austria de Vienne. Dušan refuse et quitte donc le club libre afin de trouver plus de temps de jeu dans un autre club.

## Palmarès
Malmö FF
- Champion de Suède (1) : 2020